# Vladas Butėnas
Vladas Butėnas (* 15. Juli 1940  in Anykščiai; † 15. Mai 2009 in Vilnius) war ein litauischer Journalist und Politiker.

## Leben
Er lernte in der Sanatorium-Schule Aukštoji Panemunė (Kaunas), danach in den Mittelschulen in Kavarskas, Kėdainiai, Radviliškis,  Agrozootechnikum Šiauliai. 1968 absolvierte er das Diplomstudium der Journalistik an der Vilniaus universitetas und danach die Parteihochschule der KPdSU in Moskau. Er promovierte in Geschichte.
Von 1960 bis 1968 arbeitete er in Kuršėnai als Zootechniker, ab 1968 Mitarbeiter von Komsomol und Lietuvos komunistų partija, von 1988 bis 1992 als Chefredakteur der Zeitung „Valstiečių laikraštis“, ab 1992 als freier Journalist.
Von 1992 bis 1996 war er Mitglied im Seimas.
Ab 1989 war er Mitglied von ZK der LKP, ab 1990 Ratsmitglied von Lietuvos demokratinė darbo partija.